# 한의사
한의사(韓醫師, Korean Medicine Doctor, Doctor of Korean Medicine)는 대한민국에서 의료인을 이루는 직군이다. 한방 의료와 한방 보건지도를 임무로 하는 의료인이다.

## 역사

#### 대한제국 시기
의료전문가 집단으로서의 한의사 단체는 대한제국이 세워지고 그 이듬해인 1898년 대한의사총합소(大韓醫師總合所)에서 시작되었다.
1900년 1월 2일 대한제국은 내부령 제27호로 공포한 '의사규칙(醫士規則)'은 현행 한의사를 규정한 최초의 근대 법령이다.
대한제국시기에는 현대의학을 전공하였든 한의학을 전공하였든 모두 의사(醫師)나 의사(醫士)로 불렸다. 최초의 근대식 국립병원인 광제원(廣濟院)의 의사는 대다수가 한의사였으며, 황실의 전의(典醫)도 한의사와 함께 에비슨이나 분쉬, 안상호(安商浩) 등과 같은 현대의학 분야에 종사한 양의사들이 함께 기용되는 등 대한제국기에 한의학 분야에 종사한 한의사(韓醫師)와 현대의학 분야에 종사한 의사(醫師) 양자는 대등하게 공존했으며 상호관의 의학도 같이 시행했다.

#### 일제 강점 시기
일제는 조선의 한의사들을 통제, 억제하며 한의학을 말살시키고 일본본토의 제도와 같이  현대의학 중심의 의료체제를 시도하였다.
1913년 일제는 조선총독부령으로 의사규칙(醫師規則)과 의생규칙(醫生規則)을 제정하여 서양에서 발전한 의학 분야에 종사한 양의사만을 ‘의사’로 인정하면서, 한의사들을 의생(醫生)으로 격하시키는 조처를 내렸다.

의생규칙에 따르면 당시 20세 이상으로 2년 이상 의업에 종사한 자와 3년 이상 한의학을 배운 자에 한하여 향후 5년 동안만 당국에 면허 신청을 할 수 있게 했다. 법대로라면 1910년대 중반 5,800 여명으로 파악된 한의사들 외에는 신규 면허는 하지 않을 방침이어서 한의사들은 시간이 갈수록 절멸될 상황이었다.
총독부의 발상은 의학 지식을 습득한 한의사들에게 ‘의생’의 면허를 주어, 일반적인 환자 진료 외에 전염병 예방이나 검시(檢屍) 등 비교적 간이한 공중위생 업무를 할 수 있도록 하여 전체 의사 수의 부족을 보충하려는 것이었다. 한의사들은 한방의생회(漢方醫生會), 의학강구회(醫學講究會) 등 다양한 단체를 만들고 총독부와 교섭하는 한편 한의학과 함께 의학을 배울 수 있는 자체 강습을 통해 새로운 체제에 적응해갔다. 의료인력 수급에 애로를 겪던 총독부는 1921년 의생규칙을 개정하여 의료인이 없는 지역에서만 활동하는 한지(限地) 면허로 신규면허를 허용하기도 했다.
당시의 의학을 내세운 병원의 진료비나 약값은 일반 서민이 감당하기에는 상당히 부담스러웠기에, 총독부에서 주관한 의사 면허를 취득한 의사들을 대하기가 힘든 지방민이나 서민층이 의생들의 주 고객이었다. 의생들은 점차 연로하거나 사망하면서 자연 감소하여 최초 5800여명이었던 의생은 1942년에는 3,453명으로까지 줄어들었다. 당시 의사 면허를 받아 활동한 의사가 3,557명이었으니 의생들은 식민지 시기 말까지도 의사의 손이 미치지 못하는 영역에서 의료수급체계의 저변을 담당하고 있었다.
1914년 조선총독부 경령(驚令) 제 10호에 의거한 『안마술․침술․구술 등 영업취체규칙』- 전통의학을 폐지한 일본은 일본인들의 조선 진출을 돕기 위해 일본에서와 달리 침, 뜸, 한약 등을 이용한 치료를 하는 한의사가 존재하고 있는 조선에 자국의 제도인 침술사, 구술사 제도를 도입했다. 침술, 구술 영업자 대다수가 일본인으로 구성된 것이 이를 증거한다.
2차 대전 직전까지 조선의 침사, 구사 자격증 소지자는 2천여 명의 일본인과 251명의 조선인이었다. 의생들은 100% 조선인들로만 이루어져 있었다. 해방 직후 의생연합회는 한의사협회로 탈바꿈하여 한국 전통 한의학의 전통을 이어가고 일본 제도인 침사, 구사는 일제 잔재로 멸시 받으면서 폐지가 되었다. 왜 침사, 구사를 조선인들이 침쟁이, 뜸쟁이라 멸시했는가 하면, 그들은 주로 일본인들이었고, 조선인이라 해도 왜인들과 같이 다니며 일제에 부역한자들이 많았기 때문이다. 조선인이 침사, 구사가 되려면 당시 시군 경찰서장의 추천을 받지 않으면 될 수 없었기 때문이다.

#### 대한민국 시기
1951년 9월 25일 임시 수도 부산에서 한의사제도를 법제화한 국민의료법이 공포되었다.

## 전문 과목
총 8개과목이다.
- 한방 내과

- 한방 부인과

- 한방 소아과

- 한방 안이비인후피부과

- 한방 재활의학과

- 한방 신경정신과

- 사상체질의학과

- 침구의학과.

각 과목의 전문의는 2000년부터 정식으로 배출되었다.

## 교육 제도
대한민국에서 한의사가 되기 위해서는 6년 과정으로 이루어진 한의과대학을 졸업하고 한의학사 학위를 취득하거나, 4년 과정으로 이루어진 한의학전문대학원을 졸업하고 한의학석사 학위를 취득한 후 한의사국가시험을 통과하여야 한다. 이 과정을 통과하면 보건복지부장관이 발부하는 한의사 면허를 취득하게 되며, 한의사로서 진료를 할 수 있는 자격이 주어진다.

## 병역

### 군의관
대한민국에서 한의대를 졸업하고 한의사 면허를 취득한 병역 대상 남성은 병역의무를 이행하기 전에 수련을 받고 싶다면 의무사관후보생이 되며, 추후 몇가지 형태로 병역의 의무를 이행하게 된다. 하지만, 한의과대학 졸업 후 반드시 의무사관 후보생이 되는 것은 아니며 수련을 받지 않는다면 일반병, 공익근무요원으로 근무하는 것도 가능하다. 의무사관 후보생 중 군의관을 선발하고 남는 자원이 공중보건의가 되게 된다. 한의사면허 취득 이 후 한의사경력이 3년 이하 일 경우 중위로 임관하며, 2012년 기준으로 인턴 중도포기자, 인턴 수료 후 전공의 과정에 입문하지 못한자, 전공의 과정을 중도에 포기한자 등이 해당이 된다. 한의사경력이 3년이상이거나 전문의 자격을 취득한 한의사는 대위로, 전문의 자격 취득 후 임상강사(펠로우) 과정을 수료한 한의사는 대위로 임관하며 2개월의 군사훈련과 2주의 특기훈련 후 36개월간 복무하게 된다.

### 공중보건의사
병의 신분으로 4주 간의 기초군사훈련을 받은 후 이등병으로 전역되며 이후 3년 간 공무원의 신분이 되어 공중보건의사로 대체 복무하게 된다. 한의과대학을 졸업한 후 수련을 받지 아니하고 공중보건의에 지원한자, 의무사관후보생이나 군의관을 선발되지 않은 자 등이 해당이 된다. 비록 신분은 병이지만 급여는 육군 중위에 준하게 받는다.

## 같이 보기
- 대한한의사협회
- 한의학
- 중의학